# Arnium hirtum
Arnium hirtum är en svampart som först beskrevs av Emil Christian Hansen, och fick sitt nu gällande namn av N. Lundq. & J.C. Krug 1972. Arnium hirtum ingår i släktet Arnium och familjen Lasiosphaeriaceae.  Arten är reproducerande i Sverige. Inga underarter finns listade i Catalogue of Life.